# Pagoda coreana

Pagoda de piedra Mireuksaji (en hangul: 익산 미륵사지 석탑), del templo Mireuksa en Iksan. Se trata de la pagoda de ese material más antigua de Corea, y ha sido designada como el undécimo Tesoro Nacional. Tras 20 años, en el 30 de abril de 2019 su restauración fue inaugurada.

Las pagodas coreanas, denominadas tap (en hangul: 탑), son una estructura propia de los templos budistas que llegaron a la región durante el período de los Tres Reinos. Derivaron de la pagoda china, que a su vez evolucionó a partir de la estupa india. Mientras que en China el material característico es el ladrillo y en Japón se utiliza la madera, en Corea se desarrolló principalmente la pagoda de piedra.

## Historia
Las pagodas se crearon en la India a base de montículos de tierra, y se exportaron a China, donde se levantaron con madera. Este método se extendió a los Tres Reinos de Corea y luego a Japón; sin embargo, la tradición de las pagodas de Asia Oriental divergió, con China usando ladrillos, Corea piedra y Japón continuando con la madera.
Las pagodas de piedra coreanas fueron creadas por primera vez en Baekje a principios del siglo VII, y luego fueron heredadas por la Silla unificada; el 90% de las pagodas de este reino estaban hechas de piedra. La tradición de la pagoda de piedra se propagó por la gran abundancia de granito de alta calidad en Corea, lo que también dio lugar a otras creaciones de granito como el Seokguram y Cheomseongdae. Goryeo, un estado devotamente budista, también heredó la tradición de utilizar la piedra.

### Relevancia en el budismo

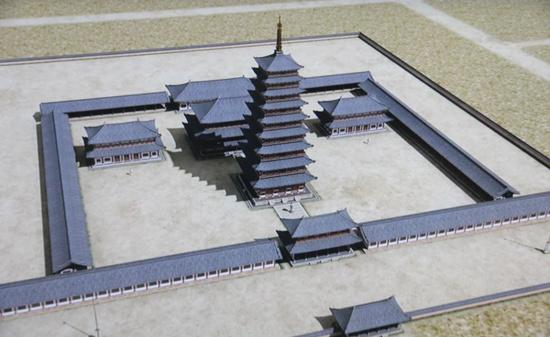
Vista del templo Hwangnyongsa, con la pagoda en el centro del recinto. Esta estructura de madera de nueve pisos data del siglo.

La pagoda se considera la tumba de Buda y ocupa un lugar preeminente en los templos budistas coreanos. Su finalidad inicial fue la de preservar las partes del cuerpo del sabio. Posteriormente tomó la función de representar al propio Buda, por lo que se convirtió en un símbolo de adoración. Tras la restauración de varias pagodas, se encontraron en su interior varias reliquias, entre ellas escrituras de sutras. Con el tiempo, la centralidad de las pagodas en los templos entró en declive; en algunos casos llegaron a desaparecer de los terrenos de los templos. Sin embargo, la pagoda continúa siendo un elemento integral del templo budista coreano.

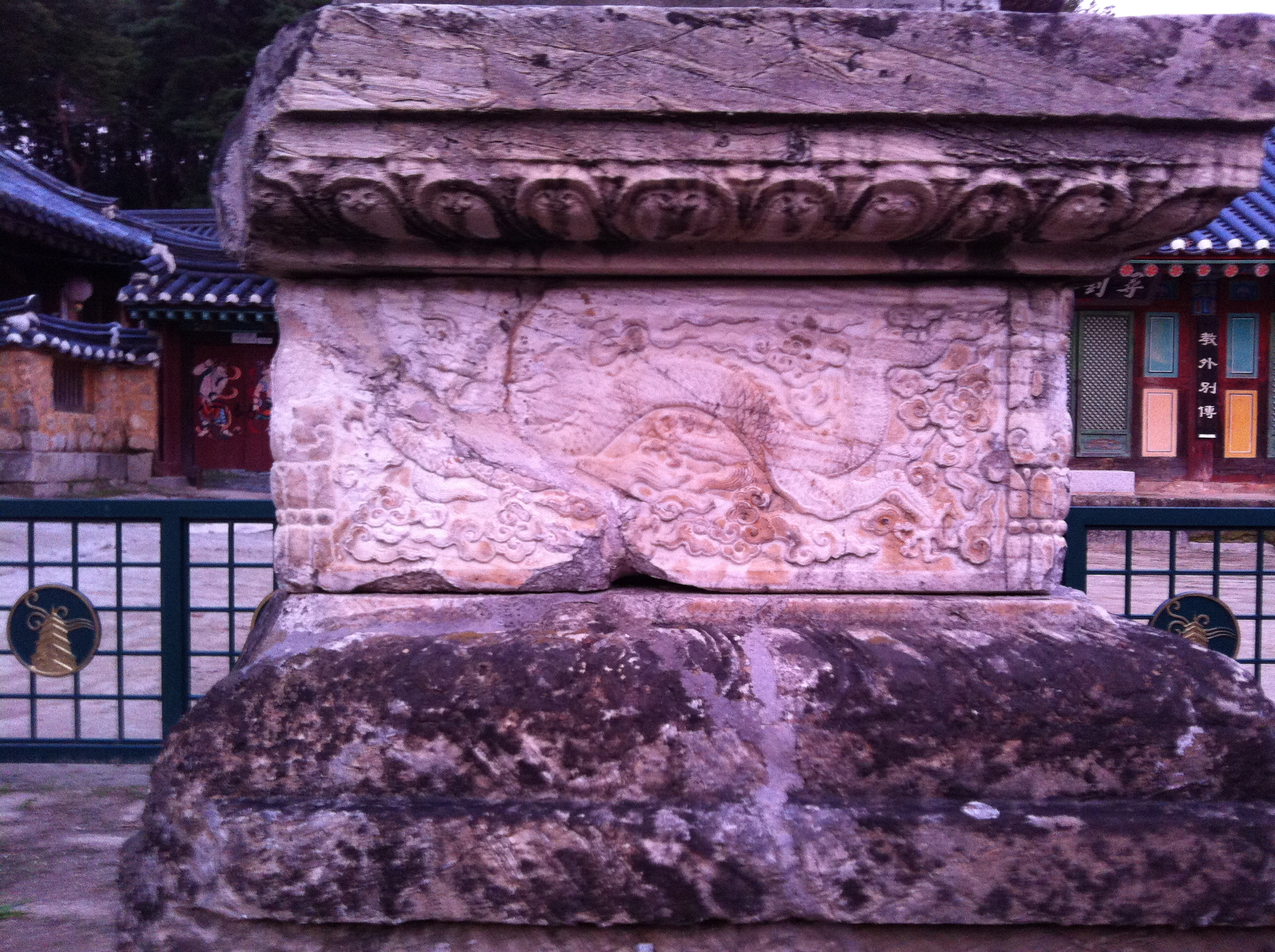
Bajorrelieve de la pagoda de piedra del templo Silleuksa.

Las decoraciones budistas y su simbolismo abundan en las pagodas. Entre los temas de relieves más comunes se incluyen los Doce Generales Celestiales, los Dharmapala y los Cuatro Reyes Celestiales.

## Arquitectura

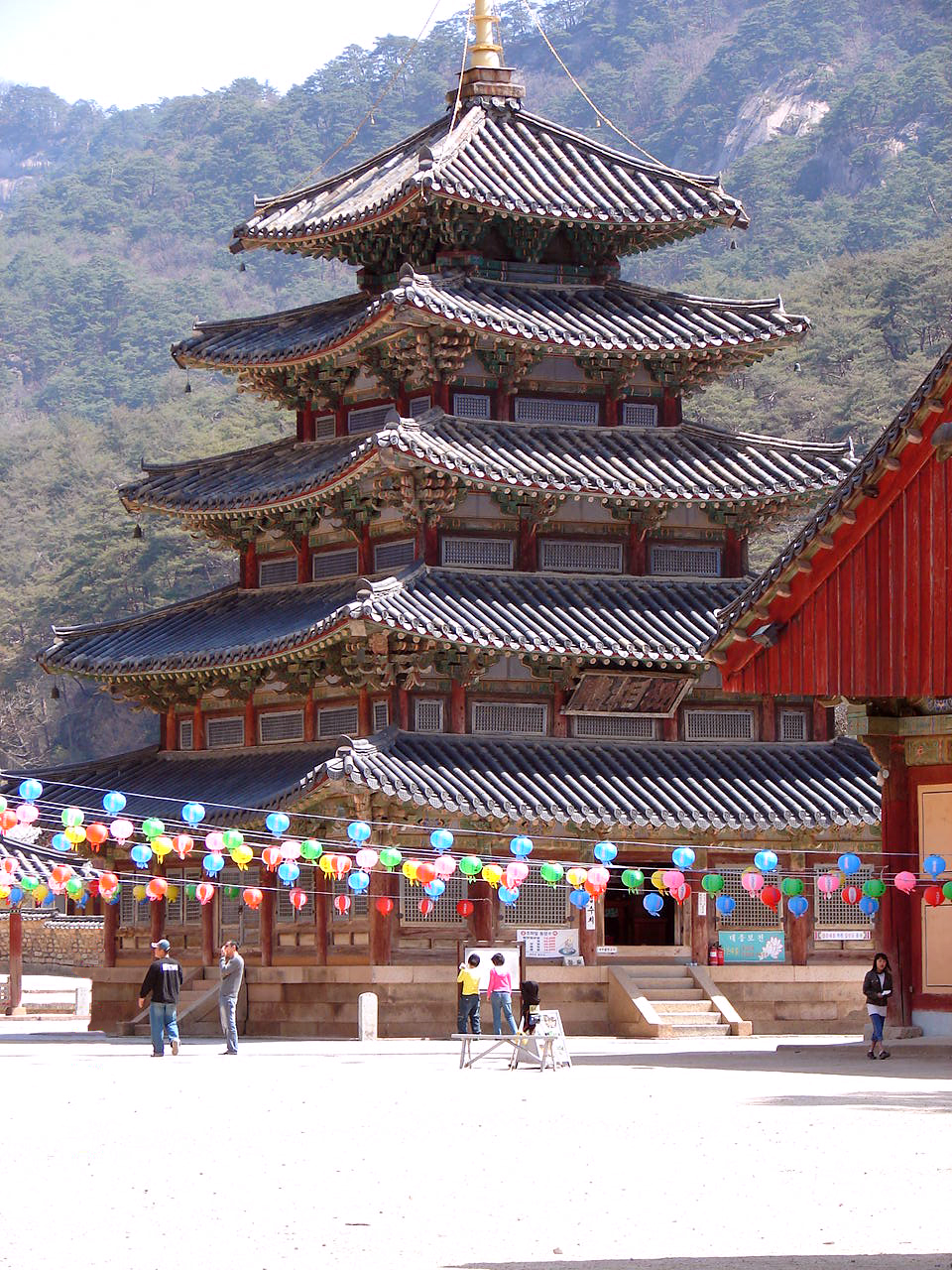
Solo dos pagodas de madera restan en Corea del Sur; una de ellas, Palsangjeon, se encuentra en el templo Beopjusa.

Las pagodas son estructuras religiosas con más de mil ejemplares registrados en Corea del Sur. El material más utilizado a partir del siglo VI es el granito. Es común clasificarlas según el número de pisos, destacando especialmente las impares. Entre ellas, las de tres pisos son las más comunes. Las proporciones entre las diferentes partes de la pagoda siguen un canon geométrico y aritmético. De este modo, los componentes de la estructura se reducen según aumenta su altura. En cuanto a su forma, muchas pagodas coreanas son de planta cuadrada, pero también las hay de planta circular y poligonal.

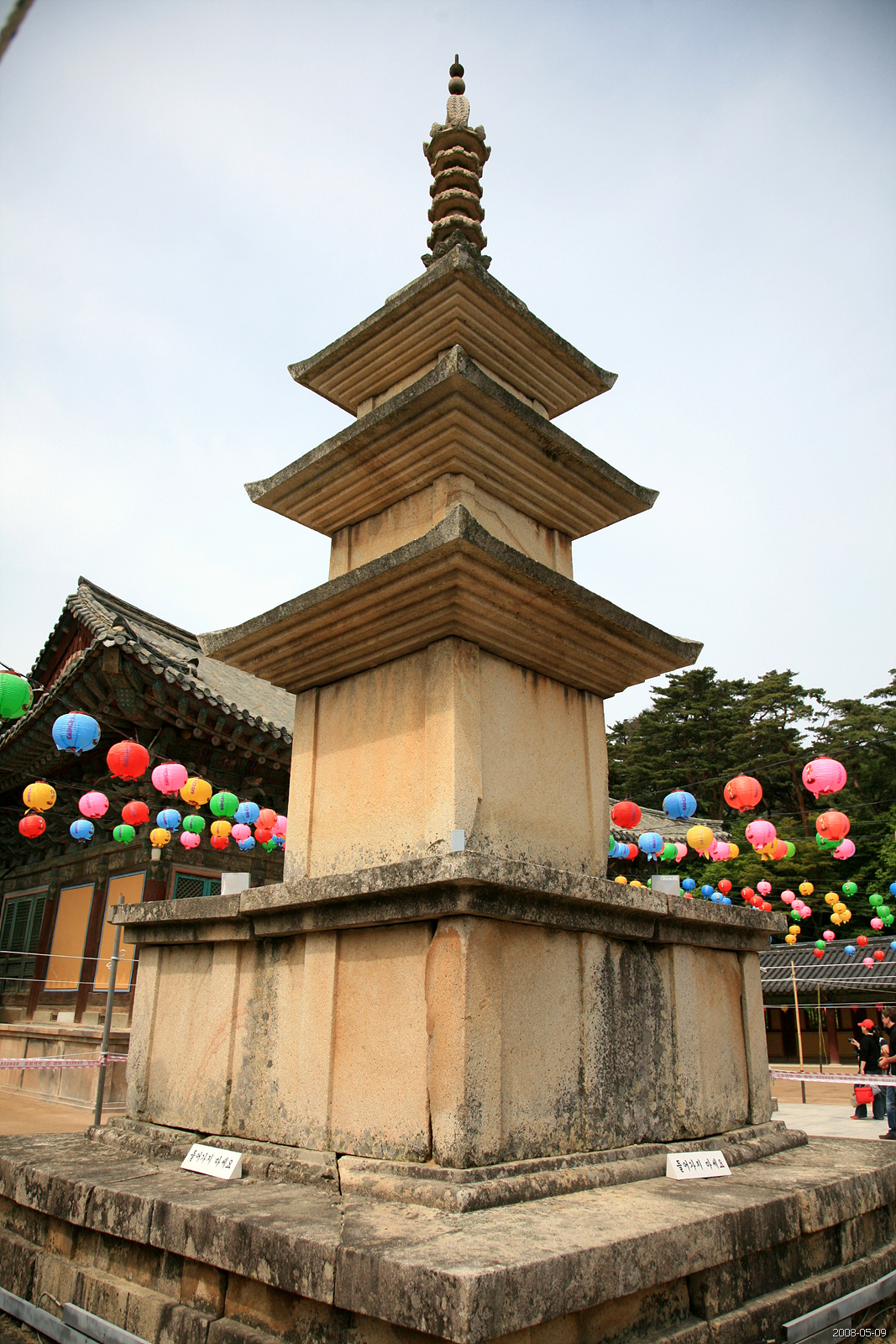
Seokgatap, el prototipo de pagoda coreana.

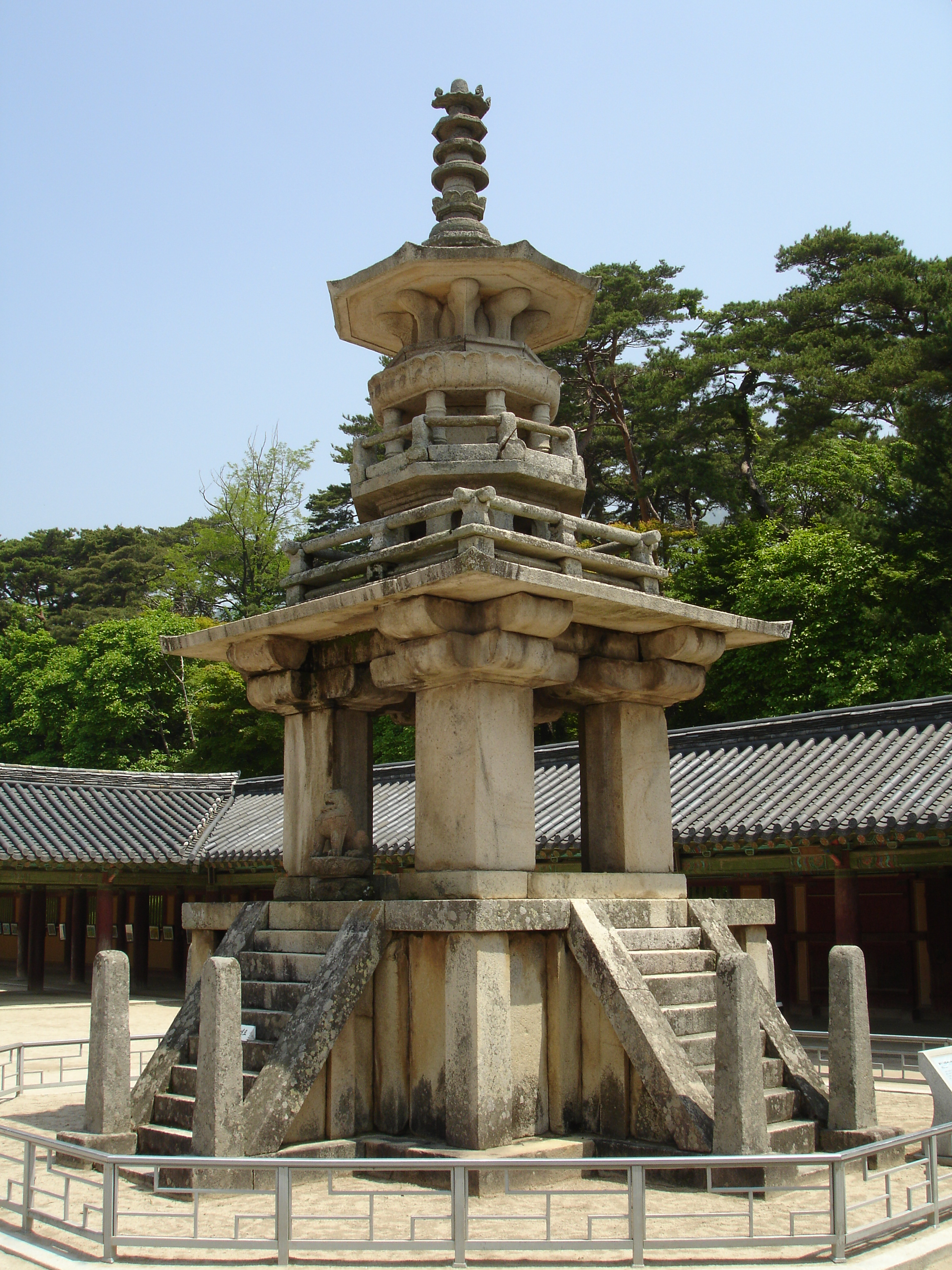
Dabotap, considerada una pagoda única por su decoración.

Dos de las pagodas más relevantes de Corea, Seokgatap y Dabotap (ambas en el templo Bulguksa) sirvieron como prototipo para el resto de estructuras similares. Siguiendo el formato de las pagodas de madera, Seokgatap se completó en el 742 durante el reinado de Gyeongdeok de Silla. Cuenta con tres pisos y 10,4 m de altura. Destaca en la simpleza y en la proporcionalidad presente entre secciones. Como prototipo de pagoda coreana, las posteriores se basaron principalmente en el diseño de Seokgatap.
Construida el mismo año que Seokgatap, Dabotap difiere en gran medida con el formato típico de pagoda de Silla. Esta es considerada el pináculo del arte en piedra de la Silla unificada por su singularidad y su ornamentación.

### Goguryeo

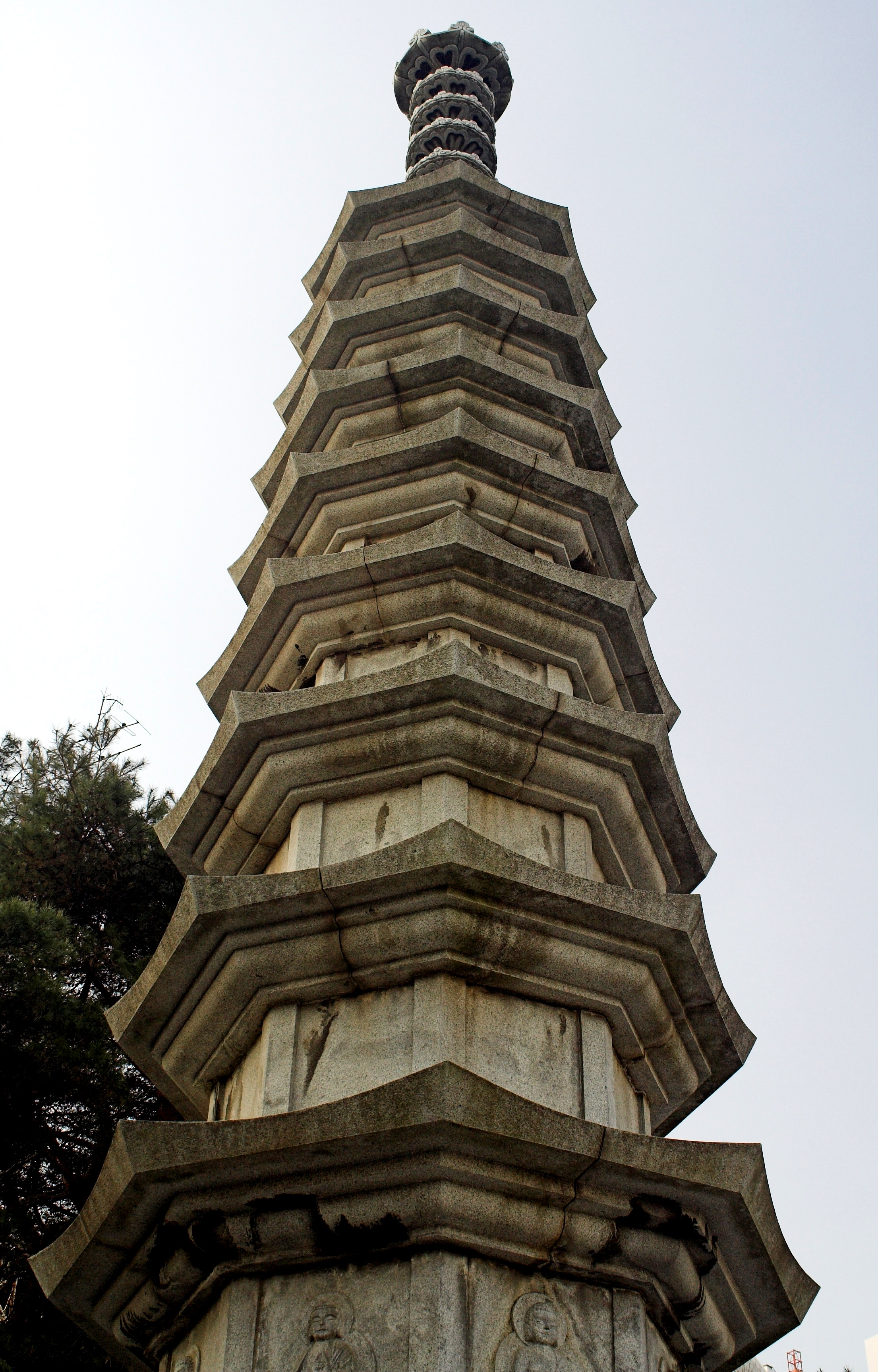
La pagoda octogonal de Woljeongsa.

Las pagodas del reino de Goguryeo (37 a. C.-668 d. C.) eran típicamente de forma octogonal y se construían en madera. Este diseño se popularizó posteriormente durante la dinastía Goryeo (918-1392). La planta poligonal, símbolo de santidad, fue popular hasta principios de la Dinastía Joseon (1392-1910). Un ejemplo de este tipo de pagoda se encuentra en el templo Woljeongsa.

### Baekje
Las pagodas de Baekje (18 a. C.-660 d. C.) siguieron el prototipo de pagoda de madera. Los aleros de estas se extendían de manera amplia con un borde ligeramente vuelto hacia arriba. Estas pagodas tenían un pequeño grado de ahusamiento a medida que ganaban altura. Una muestra en piedra de cómo se veían estas pagodas de madera se puede encontrar en el templo Mireuksa.

### Silla

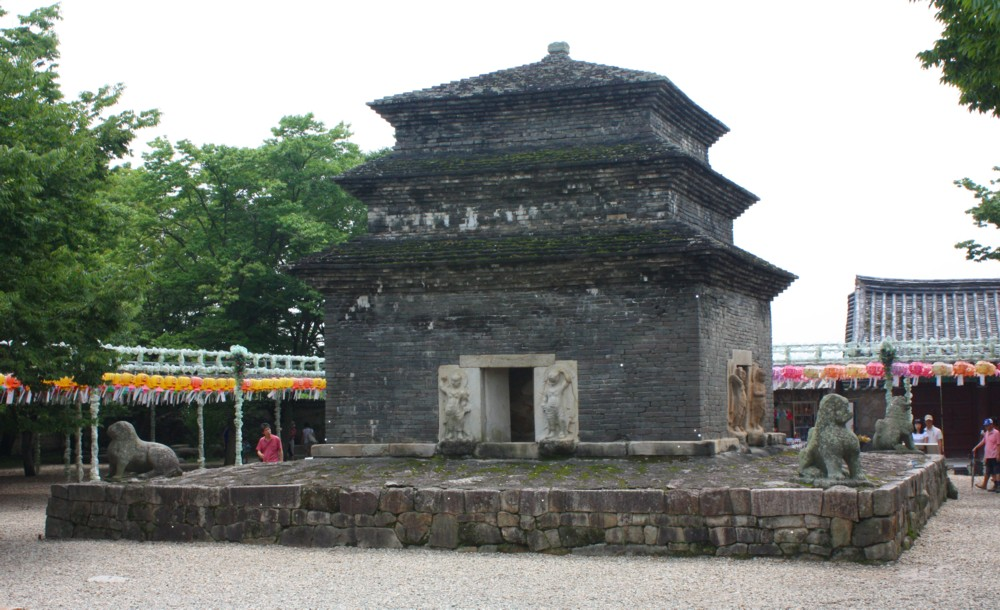
La pagoda de ladrillo del templo Bunhwangsa.

Originalmente, el reino de Silla (57 a. C.-935 d. C.) usaba madera para construir pagodas. El ejemplo más conocido se puede encontrar en el templo Hwangnyongsa en Gyeongju. Con el tiempo, las pagodas comenzaron a levantarse con ladrillos de piedra cincelados, como en el templo Bunhwangsa, también en Gyeongju. La razón de la popularidad de los ladrillos durante el reinado de Silla es que era difícil izar grandes piezas de piedra en una estructura alta. Con el tiempo, y con el avance de la tecnología, estos ladrillos desembocaron en las pagodas de piedra comunes que pueblan Corea.
También fue durante el reino de Silla que las pagodas se construyeron en pares. Se consideraba que las pagodas gemelas tenían un poder místico que ayudaría a defender a la nación. Un ejemplo de estos pares se puede ver en el templo Gameunsa en el este de Gyeongju.

#### Silla unificada
El apogeo cultural de la Dinastía Unificada de Silla (668-935 d. C.) desembocó en el pináculo del arte en el budismo: de este período son Dabotap y Seokgatap. El estilo de las pagodas evolucionó, pues se volvieron más elaboradas, y se agregó una puerta en la cara de la estructura. Debido a que los seres divinos y las deidades desempeñaban un papel cada vez más importante en los ritos budistas de la época, las pagodas de la Silla unificada también comenzaron a decorarse con ellos.

## Partes

División de la pagoda Seokgatap en base, cuerpo y remate.

Normalmente las pagodas coreanas se clasifican en tres partes: base, cuerpo y remate.
- Base: suele contar con cuatro lados y con variedad de imágenes budistas. Principalmente se decora con bajorrelieves.[14]
- Cuerpo: consta de una piedra que forma el propio cuerpo y otra que sirve de techado. Al igual que la base, puede estar ornamentado con iconografía religiosa. El número de pisos del cuerpo suele ser una cantidad impar debido a ideas asiáticas como la teoría de los cinco elementos.[14]
- Remate: presenta su propia base sobre la que se apilan diferentes objetos decorativos. En total, hay ocho componentes en el remate de una pagoda budista coreana. Estos ocho, en orden desde abajo, son la base, el cuenco invertido, el loto volteado, las ruedas sagradas, el dosel sagrado, la llama de agua, la rueda del dragón y la perla sagrada.[14]